# Kanton Loiron-Ruillé
Der Kanton Loiron-Ruillé (früher Loiron) ist seit 1790 ein französischer Wahlkreis im Arrondissement Laval, im Département Mayenne und in der Region Pays de la Loire; sein Hauptort ist Loiron.

## Gemeinden
Der Kanton besteht aus 14 Gemeinden mit insgesamt 17.203 Einwohnern (Stand: 1. Januar 2022) auf einer Gesamtfläche von 252,86 km²:
| Gemeinde               | Einwohner 1. Januar 2022 | Fläche km² | Dichte Einw./km² | Code INSEE | Postleitzahl |
| ---------------------- | ------------------------ | ---------- | ---------------- | ---------- | ------------ |
| Beaulieu-sur-Oudon     | 500                      | 19,73      | 25               | 53026      | 53320        |
| Bourgon                | 618                      | 20,97      | 29               | 53040      | 53410        |
| La Brûlatte            | 674                      | 15,24      | 44               | 53045      | 53410        |
| La Gravelle            | 570                      | 6,23       | 91               | 53108      | 53410        |
| Launay-Villiers        | 358                      | 9,05       | 40               | 53129      | 53410        |
| Le Bourgneuf-la-Forêt  | 1.726                    | 28,60      | 60               | 53039      | 53410        |
| Le Genest-Saint-Isle   | 2.127                    | 18,59      | 114              | 53103      | 53940        |
| Loiron-Ruillé          | 2.724                    | 39,86      | 68               | 53137      | 53320        |
| Montjean               | 1.030                    | 19,75      | 52               | 53158      | 53320        |
| Olivet                 | 406                      | 9,97       | 41               | 53169      | 53410        |
| Port-Brillet           | 1.816                    | 8,10       | 224              | 53182      | 53410        |
| Saint-Cyr-le-Gravelais | 559                      | 19,82      | 28               | 53209      | 53320        |
| Saint-Ouën-des-Toits   | 1.782                    | 21,26      | 84               | 53243      | 53410        |
| Saint-Pierre-la-Cour   | 2.313                    | 15,69      | 147              | 53247      | 53410        |
| Kanton Loiron-Ruillé   | 17.203                   | 252,86     | 68               | 5313       | –            |

Bei der landesweiten Neugliederung der Kantone im März 2015 blieb der Kanton Loiron unverändert. Er besaß den INSEE-Code 5319.

## Geschichte
Der Kanton entstand 1801 in seiner heutigen Form aus dem Zusammenschluss von Gemeinden, die bis dahin zu den Kantonen Connée (heute Saint-Martin-de-Connée), Juvigné, Le Bourgneuf-la-Fôret, Loiron und Saint-Ouën-des-Toits gehörten.

## Änderungen im Gemeindebestand seit 2015
2016: Fusion: Loiron und Ruillé-le-Gravelais → Loiron-Ruillé

## Bevölkerungsentwicklung
| 1962   | 1968   | 1975   | 1982   | 1990   | 1999   | 2006   |
| ------ | ------ | ------ | ------ | ------ | ------ | ------ |
| 11.915 | 11.697 | 12.378 | 13.507 | 13.964 | 14.368 | 15.985 |